# Rueping-Wald- und Seilbahnen bei Saracena
| Die Rueping-Waldbahn bei der Ebene von Novacco |                     |                            |                            |
| Streckenverlauf der Wald- und Seilbahnen, 1911–1933 |                     |                            |                            |
| Streckenlänge: | ca. 35 km           |                            |                            |
| Spurweite: | 600 mm (Schmalspur) |                            |                            |
| |                     |                            |                            |
| \| \| \| Campo Tenese \| \| \| \| Resele \| \| \| \| Piane dell'Erba \| \| \| \| Piane di Navacce[1] \| \| \| \| Piane di Campolongo \| \| \| \| Zoccalia \| \| \| \| 950-mm-Bahn nach Lagonegro \| \| \| \| FS von Sibari \| \| \| \| Spezzano Albanese \| \| \| \| FS nach Cosenza \| |                     |                            |                            |
| Kopfbahnhof Streckenanfang, rechts und Streckenende (Strecke außer Betrieb) |                     | Campo Tenese               | Campo Tenese               |
| Kopfbahnhof Streckenende, rechts und Streckenende (Strecke außer Betrieb) · U-Bahn-Betriebs-/Güterbahnhof Streckenanfang (Strecke außer Betrieb) |                     | Resele                     | Resele                     |
| Kopfbahnhof Streckenanfang (Strecke außer Betrieb) · U-Bahn-Betriebs-/Güterbahnhof Streckenende (Strecke außer Betrieb) |                     | Piane dell'Erba            | Piane dell'Erba            |
| Bahnhof (Strecke außer Betrieb) |                     | Piane di Navacce           | Piane di Navacce           |
| Kopfbahnhof Streckenende (Strecke außer Betrieb) · U-Bahn-Betriebs-/Güterbahnhof Streckenanfang (Strecke außer Betrieb) |                     | Piane di Campolongo        | Piane di Campolongo        |
| Kopfbahnhof Streckenanfang (Strecke außer Betrieb) · U-Bahn-Betriebs-/Güterbahnhof Streckenende (Strecke außer Betrieb) |                     | Zoccalia                   | Zoccalia                   |
| Strecke (außer Betrieb) · Strecke von links (außer Betrieb) |                     | 950-mm-Bahn nach Lagonegro | 950-mm-Bahn nach Lagonegro |
| Strecke (außer Betrieb) · Abzweig ehemals geradeaus und von links |                     | FS von Sibari              | FS von Sibari              |
| Kopfbahnhof Streckenende (Strecke außer Betrieb) · Bahnhof |                     | Spezzano Albanese          | Spezzano Albanese          |
| Strecke nach rechts |                     | FS nach Cosenza            | FS nach Cosenza            |

Die Rueping-Wald- und Seilbahnen bei Saracena (ital. Le Ferrovie a scartamento ridotto e le funicolari forestali di Rueping) waren ein von 1911 bis 1933 durch die Berliner Firma Rueping betriebenes, etwa 35 km langes Netzwerk aus Schmalspurbahnen und Materialseilbahnen bei Saracena in Kalabrien, Italien.

## Geschichte
Die Gemeinde Saracena und die Berliner Rueping AG aus Charlottenburg schlossen im August 1910 einen Vertrag ab, in dem der Rueping AG die Ausbeutung der Waldressourcen für mindestens zwanzig Jahre gewährt wurde. Zuerst waren die Buchenwälder der Gemeinde Saracena im lukanischen Apennin in den Monti di Orsomarso betroffen, später auch die der Gemeinden Lungro, Acquaformosa, Firmo, Morano Calabro, Mormanno, San Donato di Ninea, San Sosti und Verbicaro am Massiv des Pollino. Während der Vertragsdauer von 1911 bis 1933 wurden etwa 100.000 Buchen gefällt, wobei nur etwa hundert junge Bäume pro Hektar übrig blieben. Dadurch wurden zwar etwa 600 Arbeitsplätze geschaffen, aber der Wald wurde nahezu restlos abgeholzt.
Für den Transport der Buchenstämme wurde eine Waldbahn verlegt, von der an der Straße, die nach Cardillo führt, noch einige Schwellen zu sehen sind. Außerdem wurden mehrere Materialseilbahnen gebaut. Das Langholz wurde mit Pferde- oder Ochsengespannen zu den Stationen der Waldbahn gebracht. Für die Arbeiter wurden Baracken errichtet, darunter auch die 2014 abgebrannte Baracke La Palmenta. Der Stützpunkt in den Bergen war Campolongo, während sich die Sägewerke und holzverarbeitenden Betriebe in Zoccalia befanden.
Später übernahm die Firma Palombaro die Forstarbeit: Sie führte von 1950 bis 1958 Auslichtungsarbeiten durch, bei denen sie die besten Bäume stehen ließ. Sie nutzte die bestehenden Anpflanzungen von Rueping und pflanzte neue Setzlinge. Seitdem wurden keine wahllosen Komplettrodungen zu Lasten der Buchenwälder mehr durchgeführt.